# GNU-Varianten
GNU-Varianten sind Betriebssysteme, die auf GNU basieren.

## GNU/Linux
GNU/Linux, eine GNU-Variante, die den Linux-Kernel benutzt, ist bei weitem die populärste Variante von GNU und wird häufig statt GNU/Linux als Linux bezeichnet (siehe GNU/Linux-Namensstreit). Dieser Begriff wird auch bei Betriebssystemen verwendet, bei denen nur Grundprogramme wie Shell und Compiler des GNU-Projekts und nicht Gnome und GNU-GTK-Anwendungen enthalten sind. Zahlreiche Projekte und Firmen stellen sogenannte Linux-Distributionen bereit.

## Debian GNU/Hurd
Debian GNU/Hurd ist die am weitesten fortgeschrittene und aktivste GNU-Variante auf der Basis von GNU Hurd. Etwa 78 % der ca. 30.000 im offiziellen Debian-Archiv enthaltenen Pakete wurden bislang erfolgreich für GNU Hurd kompiliert. Im ersten Halbjahr 2005 konnten große Applikationen wie KDE und Gnome nach Debian GNU Hurd portiert werden. Die Installation, Benutzung und Administration des Systems unterscheidet sich, abgesehen von vorhandenen Einschränkungen, kaum von Debian GNU/Linux. Für Version 7.0 (Wheezy) wurde die Veröffentlichung einer offiziellen Portierung auf den GNU Hurd diskutiert. Dies wurde jedoch verworfen.

## Dyson
Dyson ist ein freies Betriebssystem, das das Userland von Debian GNU/Linux mit dem Illumos-Kernel verbindet. Ein Ziel des Projekts ist es, als offizieller Debian-Port angenommen zu werden. Die Entwickler stellen in unregelmäßigen Abständen Live-CDs zur Verfügung, die auch ein Installationsprogramm enthalten. Es wird beabsichtigt, die noch fehlenden Funktionen aus Illumos einzupflegen, darunter Zones.

## Eingestellte Derivate

### Debian GNU/kFreeBSD
Debian GNU/kFreeBSD ist ein nicht mehr weitergepflegtes Betriebssystem, das auf GNU und dem Kernel von FreeBSD basiert. Das k im Namen steht für „kernel (of)“. Debian GNU/kFreeBSD bot ZFS und die zfsutils an. Zusätzlich konnte das Betriebssystem unter ZFS auf der AMD64 Hardware-plattform installiert werden. Seit Debian 8.0 ist Debian GNU/kFreeBSD kein offizieller Debian-Port mehr. Am 14. Juli 2023 wurden die kfreebsd-amd64- und kfreebsd-i386-Architectur aus dem Archiv der Debian-Portierungen entfernt.

### Debian GNU/NetBSD
Debian GNU/NetBSD ist eine Variante von GNU, die den Kernel von NetBSD benutzte. Sie wurde im Jahr 2002 eingestellt.

### Nexenta OS
Nexenta OS ist eine auf Solaris basierende freie Variante. Das Betriebssystem enthält den im Zuge von OpenSolaris quelloffen gemachten Solaris-Kernel und die Solaris System-Software, die Verwaltung der Software-Installation hingegen wird über das Debian-Paketformat verwaltet. Als Basis für das System nutzt Nexenta OS Debian GNU/Linux und Ubuntu. Der eigentlich geplante Name für Nexenta OS war GNU/Solaris. Im August 2010 wurde bekannt gegeben, dass die Version 4.0 nicht mehr auf Solaris, sondern auf Illumos, das von Nexenta mitbegründet wurde, basieren sollte, im Folgejahr jedoch wurde Nexenta OS eingestellt und durch Illumian ersetzt.

### Illumian
Der Nachfolger von Nexenta OS, der auf dem Kernel von Illumos und dem Debian-GNU-Userland basierte, wurde bereits nach der Veröffentlichung der Version 1.0 im Jahr 2012 eingestellt.